# Psihic
Psihic (din greacă ψυχή psūchê) este un termen cu origine greacă, care localizează sufletul uman sau mintea sa ca totalitate intelectivă și afectivă.
Psihicul definește personalitatea ca unitate comportamentală dotată cu percepție, intelectivitate și afectivitate.
Caracteristica fundamentală a psihicului este conștiența, cel mai complex operant și cea mai grea de înțeles funcție. 
Conștiența este proprietatea subiectului de a se identifica modal pe sine ca entitate distinctă de ambient și a identifica toate identificările de sine. Prin conștiență omul se poate reprezenta și modela dinamic, intelectiv și afectiv, adică își poate construi descrieri lingvistice de stare.
Conștiența asigură cuplajul permanent al omului cu realitatea, dar tot ea permite desprinderea subiectului de realitate și interacțiunea transformantă a realității.
O trăsătură importantă a individualității conștiente este intenționalitatea, definită ca autonomie comportamentală a subiectului, ca posibilitate a acestuia de a selecta, declanșa, întreține și finaliza acțiuni în orice ambient prin propriile resurse informaționale și energetice.
Conștiența este atât cauza cât și suportul continuu al psihicului, ea multiplică indefinit subiectul prin propria reconstituire de sine, realizând interacția individului cu sine, cu realitatea, cu semenii săi.
Psihicul generează personalitatea, aceasta fiind un ansamblu de caracteristici informaționale autoexplicitante și autocontrolante intențional, unitar conectate, orientate permanent către definirea de stări scop proprii fiecărui subiect.
Psihicul și însușirile lui a fost investigat cu milenii în urmă și este cercetat cu diferite mijloace și strategii și în prezent, dar încă neînțeles funcțional pe deplin.
Simplificat am putea distinge trei nivele constitutive ale psihicului, anume: 
- Percepția și reprezentarea realității,
- Limbajul și reconstrucția lingvistică a realității,
- Afectivitatea.

Fiecare din aceste funcții are un rol important în unitatea psihicului, fiecare contribuie cu ceva la construcția și acțiunile subiectului.
Percepția este canalul informațional prin care psihicul primește mesaje purtătoare de modalitate.
Reprezentarea este procesul psihic spontan, incontrolabil intențional, prin care este extrasă forma realității, adică fenomenalitatea, din mesajul perceptual.
Intelectivitatea este ansamblul de proceduri mentale, construite lingvistic, prin care alcătuirea reprezentării este precis discriminată structural și interctic, semnificată lingvistic și asamblată cauzal.
Afectivitatea este acea capabilitate subtilă a personalității de a atribui valori realității și persoanei și a trăi intensional, emotiv, atribuirea de valori și interacția cu valorile. 
Afectivitatea este funcția atractorial repulsivă prin care subiectul se raporteză prin sentimente pozitive sau negative la tot ce  impresionează, influențează sau condiționează cumva psihicul.
Psihicul uman poate fi emulat sau perturbat funcțional în diferite feluri prin diferiți factori cooperanți sau agresanți, reali sau sociali.
Științele psihologiei și psihiatriei se ocupă de procesele psihice, de mecanismele mentale obscure care pot personaliza, afectiviza și socializa, dar uneori și depersonaliza, sau rupe echilibrul unitar perceptual, intelectiv și afectiv al personalității.
Psihologia cercetează funcțiile psihice, încearcă să le explice proveniența, mecanismele generative, acțiunile specifice și consecințele.
Psihiatria investighează diversitatea disfuncțiilor psihicului, analizează acele perturbări comportamentale de diferite feluri care degradează în diferite proporții și la diferite niveluri conștiența de sine. 
Psihicul pare a avea și puteri nefirești, greu de explicat în perspectiva științei actuale, numite proprietăți sau puteri paranormale. 
Există oameni care par a putea acționa asupra realității, asupra diferitelor forme și mișcări numai prin acțiune mentală, prin concentrare intelectivă, care pare a putea schimba pozițiile, mișcările sau însușirile obiectelor.
Psihicul este fundamentul personalității, este încă marea necunoscută care ne creează ca indivizi distincți, ne pune în contact unii cu alții și realizează socializarea, dar prin stări informaționale încă neînțelese procesual.